# Gunther Galinsky
Gunther Galinsky (* 26. Mai 1938 in Freiberg; † 16. März 2019) war ein deutscher Bergingenieur und Fotograf.

## Leben
Gunter Galinsky erlernte den Beruf des Bergmanns, bildete sich ab 1958 zum Bergingenieur weiter und arbeitete anschließend im VEB GFE Freiberg. Im Jahr 1992 gründete er sein eigenes Ingenieurbüro.
Sein Interesse für die Fotografie entdeckte er im Alter von zwölf Jahren, als er zum ersten Mal einen Fotoapparat in die Hand bekam. 1962 nahm er mit Erfolg an der ersten Kreisfotoschau in Freiberg teil. Ein Jahr später wurde er Mitglied der Freiberger Arbeitsgemeinschaft Photographie des Kulturbundes der DDR (heute: Freiberger Fotofreunde), von 1965 bis 2015 wirkte er als deren Leiter. Von 1968 bis 1992 war er neben seinem Beruf Theaterfotograf am Stadttheater Freiberg.
Galinsky nahm an zahlreichen Wettbewerben und Ausstellungen im In- und Ausland teil und wirkte an vielen Buchveröffentlichungen mit. Geehrt wurde er u. a. mit dem Ehrentitel Artiste FIAP (1979), mit dem Freiberger Bürgerpreis (1999) und der Ehrennadel des Deutschen Verbandes für Fotografie in Gold (1999).

## Buchveröffentlichungen (Auswahl)
- Denkmale : ein Bildheft über Geschichts-, Kunst- und Bergbaudenkmale im Kreis Freiberg (1977)
- Freiberg (1978)
- Freiberger Photographien aus der Zeit der bürgerlich-demokratischen Revolution bis zum Ende der Weimarer Republik (1985)
- Der Freiberger Bergbau : technische Denkmale und Geschichte (1986)
- Freiberg : als die Schornsteine noch rauchten ; Fotodokumente zwischen 1945 und 1989 (2001)
- Kavernenkraftwerk Drei-Brüder-Schacht : Geschichte und Überlegungen zur Rekonstruktion (2001)
- Silbermanns Erben : Ansichten, Geschichten, Anekdoten (2003)
- Entdeckungen im Landkreis Freiberg : von Augustusburg bis Zethau (2004)
- Freiberg – schon vergessen? Fotodokumente zwischen 1967 und 2009 (2009)
- Stadtführer Freiberg : Sehenswürdiges, Wissenswertes, Unterhaltsames zur historischen Altstadt von Freiberg (2009)
- Freiberg : mitten in Sachsen (2010)
- 850 Jahre Freiberg (2012)
- Freiberg – das Festjahr (2012)
- Über Tage und unter Tage : Bergbaufotografie aus dem Freiberger Revier (2015)